# Potomac (Maryland)
Potomac (anhörenⓘ) ist eine Ortschaft im Montgomery County im US-Bundesstaat Maryland. Das U.S. Census Bureau hat bei der Volkszählung 2020 eine Einwohnerzahl von 47.018 ermittelt.
Sie ist nach dem nahgelegenen Fluss Potomac River benannt, dessen große Wasserfälle sich nahe der Ortschaft Potomac befinden. Potomac stellt keine geschlossene Ortschaft dar, sondern existiert als eine zu statistischen Zwecken zusammengefasste Einheit, einem sogenannten Census-designated place (CDP).

## Geschichte
Gegen 1714 fand die erste Besiedlung des heutigen Potomac Village durch Edward Offutt statt. Er war namensgebend für die erste Siedlung auf diesem Gebiet, die den Namen Offutts Crossroads erhielt. Offutts Crossroads war eine kleine Siedlung für Farmer und Reisende. Die erste Taverne eröffnete im Jahre 1820. In Zeiten des Amerikanischen Bürgerkriegs wuchs die Infrastruktur im Ort. Zum Verwechseln ähnliche Siedlungsnamen führten im Jahre 1880 zur Umbenennung des Gebietes in „Potomac“ durch den Bürgerkriegsveteranen John McDonald.

## Geographie
Potomac befindet sich im US-Bundesstaat Maryland und grenzt an den Potomac River. Durch Potomac verlaufen die Maryland State Highways 189 („Falls Road“) und 190 („River Road“). Am Schnittpunkt der beiden Straßen liegt Potomac Village, eine Siedlung im Zentrum des CDP Potomac. Potomac Village gilt als Lebensmittelpunkt mit einer Kirche, zwei Tankstellen und Lebensmittelgeschäften für die Region.
Aufgrund der unmittelbaren Nähe zur US-Bundeshauptstadt Washington, D.C. handelt es sich bei Potomac um einen typischen Pendlervorort.

## Bevölkerung
Laut Volkszählung im Jahre 2000 lebten in Potomac 44.822 Einwohner in 15.655 Haushalten. Die Bevölkerungsdichte betrug 687,3 Einwohner pro km². Unter den Einwohnern sind 13,37 % Asiaten, 5,38 % Hispanier/Latinos und 3,93 % Afroamerikaner.
Das durchschnittliche Haushaltseinkommen betrug 2007 154.370 $, 3,3 % der Bevölkerung lebte unterhalb der Armutsgrenze. Potomac gehört laut Forbes Magazine zu den US-Kleinstädten mit dem höchsten Bildungsniveau.

## Söhne und Töchter der Stadt
- Darren Star (* 1961), Fernsehregisseur, Fernsehproduzent und Drehbuchautor
- Dan Veatch (* 1965), Schwimmer
- Desirée Ficker (* 1976), Triathletin
- Jeff Halpern (* 1976), Eishockeyspieler
- Kamie Crawford (* 1992), Schauspielerin
- Masai Russell (* 2000), Hürdenläuferin